# William Dandridge Peck
William Dandridge Peck (* 8. Mai 1763 in Boston, Province of Massachusetts Bay; † 8. Oktober 1822 in Cambridge, Massachusetts) war ein amerikanischer Botaniker und Zoologe.

## Leben
William Dandridge Peck wurde 1763 als Sohn eines Schiffsarchitekten in Boston geboren; seine Mutter verstarb, als er sieben Jahre alt war. Er besuchte die Harvard University, die er 1782 mit einem Bachelor of Arts verließ. Im Anschluss war er kurzzeitig als Kaufmann tätig, folgte jedoch wenig später seinem Vater auf eine kleine Farm in Kittery, Maine. Dieser hatte sich dort niedergelassen, weil er seine vom Kongress angeforderte Arbeit als Schiffsarchitekt als nicht ausreichend gewürdigt empfand. William Peck lebte in der Folge 20 Jahre nahezu isoliert auf der Farm seines Vaters und wandte sich dort dem Studium der Botanik und Zoologie zu, wobei er insbesondere auf den Gebieten der Ichthyologie, Entomologie und Ornithologie forschte. Bereits 1793 wurde er in die American Academy of Arts and Sciences gewählt. 1794 veröffentlichte er den ersten Artikel in den Vereinigten Staaten zu biologischer Systematik, in dem er vier Fische beschrieb und systematisierte. Zwei Jahre später gewann er einen Preis der Massachusetts Society for Promoting Agriculture für seinen Artikel „The Description and History of the Canker Worm“, in dem er die Art Paleacrita vernata, einen Spanner, erstbeschrieb.
Aufgrund seiner wachsenden Reputation wurde Peck im März 1805 zum ersten Professor für Naturgeschichte an der Harvard University ernannt. Während seiner Zeit in Harvard gab er den ersten Entomologie-Kurs des Landes; ferner verbrachte er drei Jahre zu Forschungszwecken in Europa. Peck verstarb am 8. Oktober 1822 in Cambridge im Alter von 59 Jahren und hatte die Professur bis zu seinem Tode inne.
Ihm zu Ehren benannte William Kirby eine Schmetterlings-Art Polites peckius, die in Nordamerika auch als Peck’s Skipper bekannt ist.